# Johan Gerhard de Besche
Johan Gerhard de Besche, född 31 maj 1821 på Kongsberg, död 20 februari 1875 i Kristiania, var en norsk läkare och tidningsman. Han var far till Oscar de Besche. 
Efter att ha blivit candidatus medicinæ 1843 blev de Besche skvadronskirurg 1846 och följde 1848 de norska trupperna till Skåne. Han deltog 1849 som frivillig i den danska armén i det slesvigska fättåget, där han först tjänstgjorde vid andra infanteribrigaden och senare i den norska truppkontingent, som 1849 sändes till Slesvig. 
Efter sin hemkomst blev han kårläkare vid Opplands ridande jägarkår och fungerade en del år som sekreterare hos generalkirurgen. Han skrev åtskilliga avhandlingar, särskilt om militärmedicin i facktidskrifter och i sin tidning. Från 1857 var de Besche kunglig livmedikus och utnämndes 1862 till förste livmedikus hos kung Karl IV (Karl XV). 
Som gift (1845) med enda dottern till "Morgenbladets" grundläggare och ägare, boktryckare Rasmus Hviid, blev de Besche 1863 ensamägare av denna tidning.